# Whistler-Blackcomb
Whistler-Blackcomb ist ein Skigebiet, welches bei Whistler, in der kanadischen Provinz British Columbia gelegen ist. Es besteht hauptsächlich aus einigen großen Hotels, Restaurants und Ferienhäusern. Der Ort liegt 675 Meter über dem Meeresspiegel und befindet sich ungefähr 126 Kilometer von Vancouver entfernt. Das Skigebiet Whistler-Blackcomb gehört seit August 2016 zu den Vail Resorts, einem Skigebiet-Betreiber aus den USA.
Zwei Berge sind für den Wintersport erschlossen, Whistler Mountain (2182 m) und Blackcomb Peak (2440 m). Der höchste Punkt, der sich mittels Skilift erreichen lässt, liegt auf dem Blackcomb Peak in einer Höhe von 2184 Meter über dem Meeresspiegel. Das Skigebiet wird durch 24 Hauptskilifte erschlossen. Die Skiabfahrt mit der größten Höhendifferenz Nordamerikas (1609 Meter) liegt auf Blackcomb. Whistler-Blackcomb, der größte Skibereich in Nordamerika, umfasst ein Gebiet von etwa 22 Quadratkilometern.
Der Whistler Mountain und der Blackcomb Peak sind durch die Seilbahn Peak 2 Peak Gondola miteinander verbunden. Für die 4,4 km lange Strecke benötigt eine Gondel etwa elf Minuten. Die Bahn wurde im Dezember 2008 eingeweiht.
Auf dem Blackcomb Peak (Gipfel) gibt es einen Gletscher, auf dem von Juni bis August Sommerskilauf möglich ist.
Whistler-Blackcomb war Austragungsort der Olympischen Winterspiele 2010 in Vancouver für die Ski-Alpin-Wettbewerbe.
Das Skigebiet grenzt nach Osten bzw.Südosten an den Garibaldi Provincial Park sowie nach Nordosten an den Blackcomb Glacier Provincial Park.